# Ernst Ruska-Centrum
Das Ernst Ruska-Centrum für Mikroskopie und Spektroskopie mit Elektronen (ER-C) ist ein Institut des Forschungszentrum Jülich, welches der Helmholtz-Gemeinschaft Deutscher Forschungszentren angehört. Das ER-C besteht aus drei Institutsbereichen: ER-C-1 Physik nanoskaliger Systeme, ER-C-2 Materialwissenschaft und Werkstofftechnik und ER-C-3 Strukturbiologie. Es ist nach dem Nobelpreisträger für Physik Ernst Ruska benannt.
Das ER-C ist eine Kompetenzplattform, gemeinsam betrieben durch das Forschungszentrum Jülich und die RWTH Aachen, und betreibt ein nationales und internationales Nutzerzentrum, das Zugang zu Instrumenten, Methoden und Expertise, die dem aktuellen Stand der Technik entsprechen, für Universitäten, Forschungsinstituten und Industrie bereitstellt.
Das ER-C betreibt Grundlagenforschung in der Elektronenmikroskope, mit einem Schwerpunkt auf Methodenentwicklung und der Anwendung hochauflösender Transmissionselektronenmikroskopie (HRTEM) und Rastertransmissionselektronenmikroskopie (STEM) in der Physik, Chemie und Biologie.

## Historie
Der Vertrag zur Gründung des Ernst Ruska-Centrums wurde am 27. Januar 2004 durch den damaligen Rektor der RWTH Aachen Burkhard Rauhut und den Leiter des Forschungszentrums Jülich, Joachim Treusch, unterzeichnet. In Gegenwart von Mitgliedern der Familie Ernst Ruskas sowie von Repräsentanten der internationalen elektronenmikroskopischen Forschung wurde die Einrichtung am 28. Mai 2006 eingeweiht.
Am 1. Januar 2017 erhielt das ER-C den Status eines unabhängigen Instituts im Forschungszentrum Jülich. Im Rahmen der "Roadmap für Forschungsinfrastrukturen" des Bundesministerium für Bildung und Forschung erfährt das Ernst Ruska-Centrum gegenwärtig eine weitere Vergrößerung unter der Bezeichnung ER-C 2.0. Das ER-C erzeugt damit für Firmen, die mit neuen Materialien arbeiten, Anreize sich im rheinischen, ehemaligen Braunkohlegebiet niederzulassen, und zur Bildung einer Kompetenzregion für innovative Materialien und Technologie beizutragen, und damit den Strukturwandel voranzutreiben.

## Instrumentelle Ressourcen

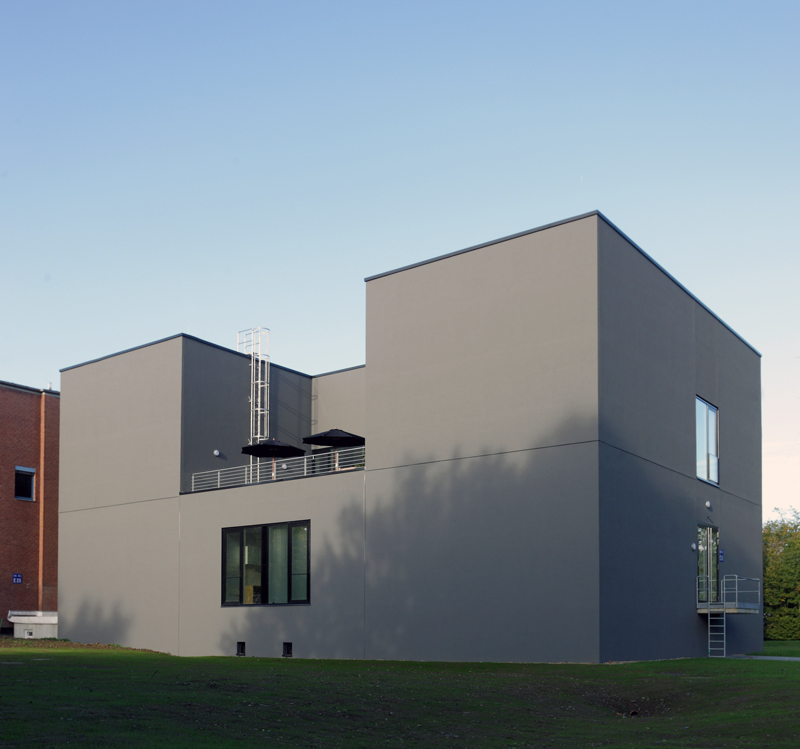
Laborgebäude des ER-C, eingeweiht am 29. September 2011, in dem das PICO-Instrument und vier weitere Elektronenmikroskope aufgestellt sind

Das ER-C entwickelt neue Methoden und Technologien auf dem Gebiet der Elektronenmikroskopie, mit einem besonderen Schwerpunkt auf Höchstauflösungstechniken zur Untersuchung von Festkörpern, weichen Materialien und biologischen Systemen. Es betreibt sowohl konventionelle Elektronenmikroskope sowie solche, die dem neuesten Stand der Technik entsprechen. Die Geräteausstattung reicht von gewöhnlichen Rasterelektronenmikroskopen bis zu hochspezialisierten aberrationskorrigierten Instrumenten für Strukturabbildungen und Spektroskopie bei Sub-Å-Auflösung, quantitativen Messungen elektromagnetischer Feldverteilungen mittels Phasenkontrasttechniken wie off-axis electron holography und 4D STEM. Derzeit betreibt das ER-C sieben aberrationskorrigierte Instrumente.
Am 29. Februar 2012 wurde am ER-C, erstmals in Europa, ein Gerät mit Korrektor sowohl der sphärischen als auch der chromatischen Aberration in Betrieb genommen. Dieses Gerät, genannt „Pico“, ermöglicht die Bestimmung von Atompositionen in Materialien mit einer räumlichen Auflösung von 50 Picometern bei einer Genauigkeit von 1 Picometer. Es ist außerdem ausgestattet mit einem Monochromator, einem Biprisma, einem EELS-Spektrometer und einem direkten Elektronendetektor (direct electron counting detector).
Für in-situ Experimente und quantitative Messungen elektromagnetischer Felder betreibt das ER-C ein aberrationskorrigiertes Instrument mit einer großen Polschuhöffnung der Objektivlinse von 11 mm, einem doppelten Biprisma und einem direkten Elektronendetektor. Dieses Instrument wird auch genutzt für weitergehende Methodenentwicklung, wie z. B. UHV-Probentransfer, Lasereinkopplung, In-situ-Magnetisierung und Tieftemperaturexperimente.
Mit der Aufstellung der jüngsten Geräte neuester Generation ist nun auch die Cryo-Elektronenmikroskopie ein integraler Bestandteil des ER-C: einem 300 kV Titan Krios G4 (betriebsbereit ab Sommer 2021) und einem 200 kV Talos Arctica, ausgestattet mit Gatan Bioquantum K3 Detektoren.
Die Geräte sind für externe Nutzer zugänglich über das ER-C user office.

## Wissenschaftliches Programm

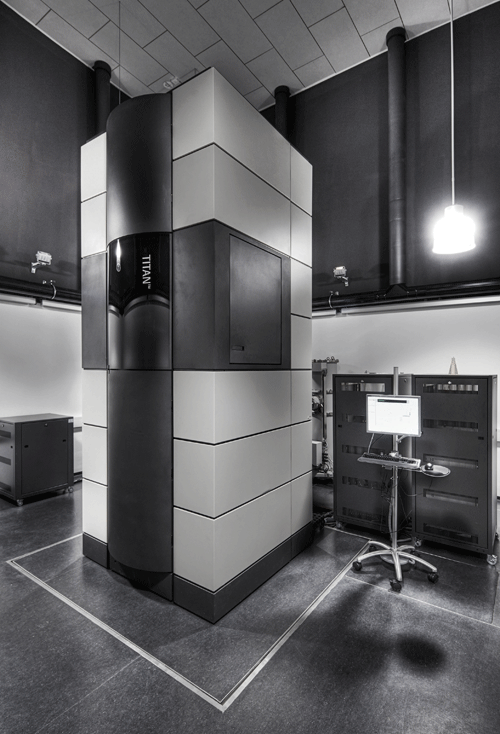
Das FEI Titan 50-300 PICO ist ein doppelt aberrations- und farbkorrigiertes (S)TEM, ausgestattet mit Monochromator, zwei Biprismen und einem direct electron detector nach einem post-column Energiefilter. Es ermöglicht eine räumliche Auflösung unter 50 pm sowohl im TEM- als auch im STEM-Betrieb.

Das ER-C besteht aus drei Institutsbereichen mit folgendem wissenschaftlichem Programm:
1. ERC-1 (Physik Nanoskaliger Systeme): Elektrokeramik und nanoelektronische Oxide, Materialien für grüne IT, elektromagnetische Feldabbildung, Elektronenoptik und Methodenentwicklung, metallische Legierungen und Kristallzüchtung, Katalyse, Nanofabrizierung und Quantendetektion, Rastertunnelmikroskopie und -spektroskopie und impulsaufgelöste Rastertransmissionselektronenmikroskopie.
2. ERC-2 (Materialwissenschaft und Werkstofftechnik): Membranen zur Gas-Separation, Batteriematerialien, nicht-volatile Speichermedien und Hochleistungsstähle.
3. ERC-3 (Strukturbiologie): Cryo-Elektronenmikroskopie (cryo-EM) mittels eines Einzelpartikel- und Tomographie-Ansatzes zur Untersuchung der membranbiologischen Prozesse Autophagie und Endozytose.